# Oncidium acinaceum
Oncidium acinaceum är en orkidéart som beskrevs av John Lindley. Oncidium acinaceum ingår i släktet Oncidium och familjen orkidéer. Inga underarter finns listade i Catalogue of Life.